# فرودگاه کواکرتاون
 فرودگاه کواکرتاون (به انگلیسی: Quakertown Airport) یک فرودگاه همگانی بهره‌برداری هوایی با کد یاتا UKT است که یک باند فرود آسفالت دارد و طول باند آن ۹۷۶ متر است. این فرودگاه در کشور ایالات متحده آمریکا قرار دارد و در ارتفاع ۱۶۰ متری از سطح دریا واقع شده است.